# بویوک تپه
بویوک تپه مربوط به عصر آهن - دوره اشکانیان است و در شهرستان گرمی، بخش مرکزی، دهستان اجارود شمالی، روستای کله سرمازان وسطی واقع شده و این اثر در تاریخ ۲۷ اسفند ۱۳۸۶ با شمارهٔ ثبت ۲۲۶۰۱ به‌عنوان یکی از آثار ملی ایران به ثبت رسیده است.